# Csíksomlyói KALOT Székely Népfőiskola
A Csíksomlyói KALOT Székely Népfőiskola a második világháború idején a falusi parasztság felemelkedését szolgáló intézmény volt, ahol több száz székely fiatal kapott életre szóló indíttatást.

## Célkitűzése
Legfontosabb célkitűzése az ifjúság nevelése, a személyiség alakítása, a kultúra fejlesztése, a közösség építése és a nemzeti öntudat erősítése volt.

## Története
A KALOT (vagyis a Katolikus Agrárifjúsági Legényegyletek Országos Testülete) mozgalom a katolikus agrárifjúság szellemi és társadalmi felemelkedését szolgálta, olyan fiatalok képzését vállalta fel, akik saját sorsukat irányítva, munkájukkal képesek voltak megváltoztatni a közösségük kulturális életét, és összefogtak a gazdaság fellendítéséért.
Programját az 1937 szeptemberében megjelent Vezérkönyv híres jelszavai tették ismertté:
“Krisztusibb embert! Műveltebb falut! Életerős népet! Önérzetes magyart!”
A “négyes jelszó” egyértelműen tükrözte a mozgalom világnézetét és eszmei mondanivalóját, tudatosította, hogy a tiszta demokrácia alapja csakis a tiszta erkölcs lehet.
Az általános műveltség alapjainak megismerésével a tanulási igények is megerősödtek, a szakműveltség elsajátításával a paraszti társadalom gazdasági felemelkedését alapozták meg.
A jelszó azt is jelentette, hogy a falusi ifjúság a népzene, néptánc és színjátszás által érte el önmegvalósítását.
A KALOT Népfőiskola szervezése 1940-ben kezdődött, a keresztény és nemzeti öntudat, a művelődés, az oktatás felemelkedésének jegyében.
Erdélyben Páter Nagy Töhötöm és Ugrin József kezdeményezésére létesítették a KALOT intézményeit, egyleteit.
1940 telén a falvakban megalakultak a KALÁKA legényegyletek, amelyek az ifjúság szellemi és anyagi felemelkedését szolgálták. Az egyletekben minden pénteken összejöveteleket tartottak, ahol vallási és ismeretterjesztő előadások hangzottak el. Közben népdalokat és a nagyobb ünnepekre színdarabokat tanultak.
A Csíksomlyói KALOT Székely Népfőiskola 1941-ben ideiglenes épületben kezdte meg működését. A Csíki Lapok 1941. február 2-i számában Lajos Balázs így számolt be az eseményről:
“Mi csíksomlyói diákok tudjuk csak igazán, hogy Csíksomlyón ver a székelység szíve. Azt is tudjuk, hogy Csíksomlyót fokozatosan kifosztották, de azt is, hogy a KALOT székely népfőiskolának vissza kell adnia mindazt, amit Csíksomlyó a székelységnek jelentett.”
Az ünnepélyes megnyitón Dr. Lőrincz József plébános, a KALOT csíki igazgatója celebrálta a szentmisét, az oktatásnak helyet adó és bentlakásként is szolgáló Szék úti régi iskolaépületet Gál Tamás csíksomlyói esperes szentelte fel.
A KALOT Népfőiskola első igazgatója Magyar Ferenc volt, aki Teleki Pál miniszterelnök felkérésére vállalta el az intézmény vezetését. Az igazgató a székely népi kultúrát ismerő és értékelő személyiség volt, akinek célja megerősíteni és továbbfejleszteni a csíki embereket kultúrájuk értékelésében és művelésében.
Magyar Ferenc felvállalta a Népfőiskola építkezésével járó feladatokat. Az épület tervezésével Kós Károlyt bízta meg, az építkezés kivitelezője Ferencz S. Imre építészmester volt.
A KALOT Népfőiskola új épületét 1941-ben kezdték építeni, a ferences rendháztól kapott telken. Az építkezéshez szükséges anyagi támogatást a Csíki Magánjavak, a székely közbirtokosságok, valamint a magyar állam biztosította.
1942 őszén már az új iskola épületében kezdődött a tanítás. Az iskola Teleki Pál miniszterelnök által szerzett anyagi támogatásból kezdte meg tevékenységét.
Az újonnan beindított KALOT Népfőiskolától a műkedvelés és népi mesterségek fellendítését, a misztériumjátékok felújítását, valamint a Kájoni nyomda újraindítását várták. A nyomda kivételével valamennyi célkitűzésüket sikerült megvalósítani.
A Csíksomlyói KALOT Székely Népfőiskola fénykora az 1942-es és 1943-as évekre tehető.
A KALOT mozgalmat a második világháború utáni hatalom felszámolta. Magyar Ferencnek nem sikerült megvalósítania a népi bútorokat gyártó fafaragó üzem létrehozását, valamint a havasi mintagazdaságot.
A mozgalom újraindításáról már 1992-ben tanácskoztak Gyergyószárhegyen, de a konkrét megoldásra csak 2003. szeptember 26-án került sor Csíksomlyón.

## Működése
A KALOT Székely Népfőiskolán három hónapos falutervezési, három hetes közművelődési képzést tartottak, ugyanakkor a népi alkotótehetségek kibontakoztatására is törekedett az iskola, fafaragászati tanfolyamot tartottak Szervátiusz Jenő vezetésével. A faragóiskolában készült tárgyak eladása révén fedezték a tanfolyam költségeit, később elvállalták egy-egy templom berendezésének elkészítését is.
A Népfőiskolának szerződtetett oktatói voltak, ugyanakkor a tanítóképző tanárai is betanítottak. Magyar Ferenc igazgató néprajzot és a népi hagyományokkal kapcsolatos tudnivalókat tanította.
Szervátiusz Jenő a faragóművészetet, Molnár István a népi táncművészetet oktatta, Mátéffy Győző és Ferencz Lajos az általános műveltséget nyújtó tárgyakat adták elő.
P. Hajdu Leonárd ferences házfőnök hittant és erkölcstant tanított, Köllő Bonifác ferences atya világnézeti előadásokat tartott.
Antal Pál tanító számtant, mértant, történelmet, földrajzot, Részeg Mária egészségtant, Kozán Imre agrármérnök mezőgazdaságtant tanítottak. A budapesti Muhay Elemér népi színjátékokat tanított be.
Molnár István táncoktató hosszú ideig járta az erdélyi falvakat és gyűjtötte a néptáncokat, kiválogatta azokat a motívumokat, amelyek a hagyományos táncrendtől idegenek voltak.
Szervátiusz tanítványainak munkáit Olaszországban is megcsodálták, Molnár István által betanított tánckölteményeket megismerhették Európa városaiban, ugyanakkor a székely településeken is bemutatták.
A Csíksomlyón tanult ifjak voltak a magyar történelem, irodalom és művészet nagyjainak megismertetői a falusi otthonokban. A pünkösdi búcsúk alkalmával bibliai, népmesei ihletésű szabadtéri játékokat mutattak be több ezer néző előtt.
A Csíksomlyói Népfőiskolán a székely ifjak mellett a falusi lányok is tanulhattak.
1941-ben Zakariás Flóra szociális nővér irányításával megalakult a Csíksomlyói KALÁKA Leánynépfőiskola.
Célja: hitükben erős, nemzeti érzésükben öntudatos, hagyományaikat ápoló, gazdaságilag képzett családanyákat neveljenek a székely falvak leányaiból.
Az iskolában P. Hajdu Leonárd ferencrendi házfőnök hittant és erkölcstant, Héjja Ella és Tódor Julianna tanárnők magyar irodalmat, történelmet, honismeretet, számtant és testnevelést tanítottak.
Köpe Brigitta a háztartástant, családi nevelést, egészségtant, szabászatot oktatta és a főzőtanfolyamot is vezette.
Papp Géza zenetanár a népi hagyományokkal ismertette meg a hallgatókat. Ugyanakkor a gyümölcstermesztéssel, konyhakertészettel kapcsolatos ismereteket is elsajátították a székely leányok.
A tanulók létszáma változó volt, 15-16 hallgató vett részt egy-egy tanfolyamon. Az ellátás 35 pengőbe került, egyenruhájuk csíki szőttesből készült.
Vasárnap délutánonként a KALOT legényekkel közösen néptáncokat tanultak, együtt készültek különböző bemutatókra, rendezvényekre. A táncok betanulásában segítségükre volt Bándy Mária Székely táncok című gyűjteménye, amelyet Vámszer Géza rajzaival, és Sarkadi Elek kottáival adtak ki 1937-ben. A székely ifjak Csíkszeredában és környékén, Gyergyóban, Kovásznán tartottak előadásokat, ugyanakkor Budapesten is bemutatkoztak.
A felnőttoktatás elsősorban a népi hagyományok továbbadásában, alkotó újjáteremtésében nyilvánult meg. A tanítványok a szellemi otthonteremtés előfutárai voltak szülőföldjükön, legfőbb célkitűzésük az volt, hogy visszatérve szülőfalujukba a Csíksomlyón tanultakat átadják a helyi közösségnek.

## Külső hivatkozások
- Romániai Kalot Egyesület honlapja

## Lásd még
- KALOT
- Csíksomlyói KALOT-ház